# Comté de Bedford (Virginie)
Pour les articles homonymes, voir Comté de Bedford.
Le comté de Bedford est un comté de Virginie, aux États-Unis. Situé dans la région du Piedmont, le comté fait partie de l'aire métropolitaine de Lynchburg. La ville siège est Bedford. Sa population est de 68 676 habitants au dernier recensement de 2010, population qui a presque doublée depuis 1980. Sa superficie est de 1 955 km2
Il a été fondé en 1753 par distraction d'une partie du comté de Lunenburg, mais a subi par la suite plusieurs modifications et ses frontières définitives n'ont été établies qu'en 1786. Il a été nommé en l'honneur de John Russel, 4e duc de Bedford.

## Géolocalisation
| Comté de Botetourt | Comté de Rockbridge   | Comté d'Amherst                      |
| Comté de Roanoke   | Comté de Bedford      | Ville de Lynchburg Comté de Campbell |
| Comté de Franklin  | Comté de Pittsylvania |                                      |